# Diego (Fußballspieler, 1985)
Diego, mit vollem Namen Diego Ribas da Cunha (* 28. Februar 1985 in Ribeirão Preto), ist ein ehemaliger brasilianisch-italienischer Fußballspieler.

## Vereinskarriere

### In Brasilien
Diego begann als Sechsjähriger bei Comercial FC Ribeirão Preto mit dem Fußballspielen und spielte anschließend drei Jahre bei CA Paulistinha. Mit elf Jahren wurde er in die Jugendabteilung des FC Santos geholt. Als sein Entdecker gilt Chico Formiga, welcher Anfang der 2000er Jahre bei Santos im Nachwuchsbereich agierte. Anschließend war er für die Profimannschaft von Santos aktiv und gewann 2000 und 2003 die brasilianische Meisterschaft.

### FC Porto
Im Sommer 2004 wechselte Diego für eine Ablösesumme von rund acht Millionen Euro zum portugiesischen Erstligisten FC Porto, bei dem er den zum FC Barcelona abgewanderten Deco ersetzen sollte. Hier kam er aber nur unregelmäßig zum Einsatz.

### Werder Bremen

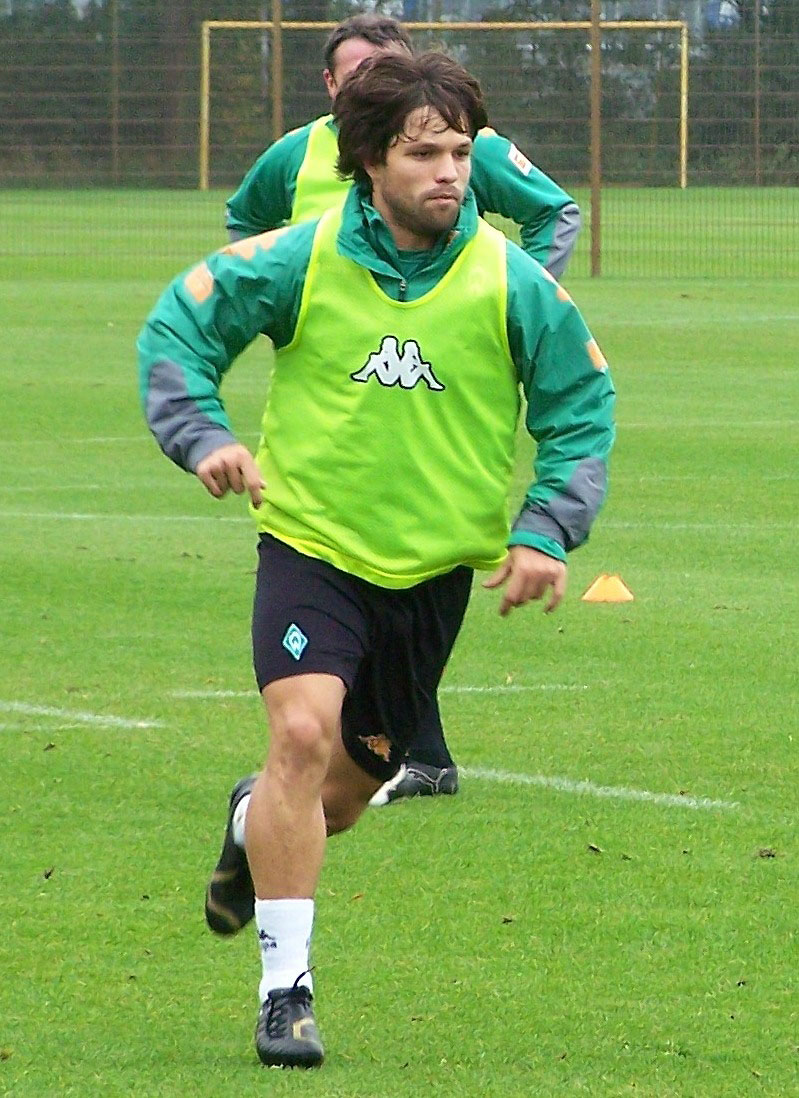
Diego beim Training von Werder Bremen

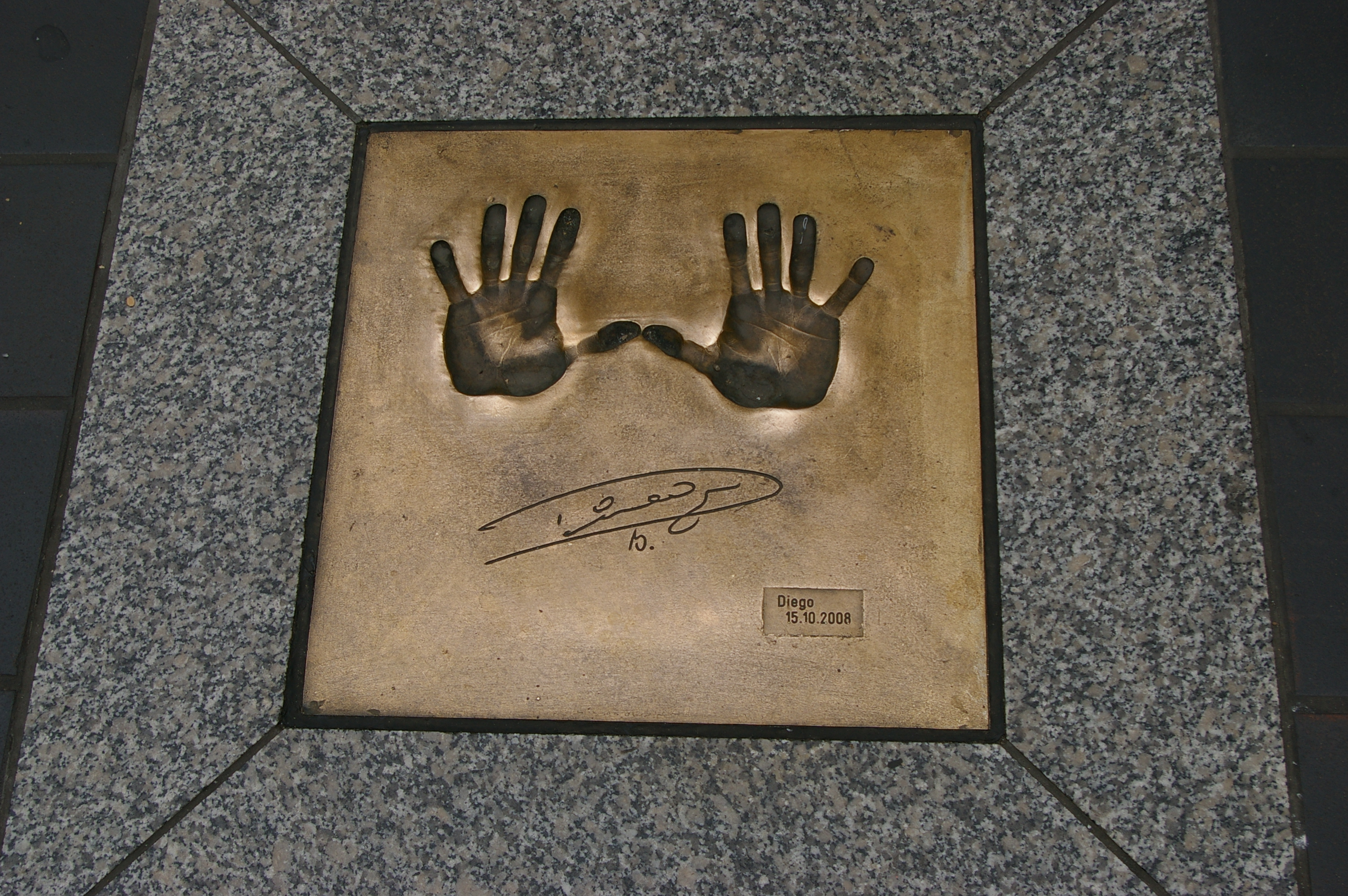
Bremen, Handabdruck in der Lloyd-Passage

Im Sommer 2006 wechselte Diego für ca. sechs Millionen Euro zu Werder Bremen in die deutsche Bundesliga und unterschrieb einen bis zum 30. Juni 2010 befristeten Vertrag. Damit löste er Miroslav Klose, der 2004 für fünf Millionen Euro vom 1. FC Kaiserslautern nach Bremen gewechselt war, als bis dahin teuersten Transfer der Vereinsgeschichte ab. Bei Werder folgte er Johan Micoud, der zu Girondins Bordeaux gewechselt war, auf der Spielmacher-Position nach. In seiner ersten Saison bei Werder erzielte er in 50 Pflichtspielen 15 Tore und bereitete weitere 16 Tore vor. Zudem erhielt er aufgrund seiner Leistungen mehrere Auszeichnungen (siehe unten). Im September 2007 verlängerte Diego seinen bis 2010 gültigen Vertrag um ein weiteres Jahr bis zum 30. Juni 2011. Mit Werder gewann er in der Saison 2008/2009 den DFB-Pokal.

### Juventus Turin

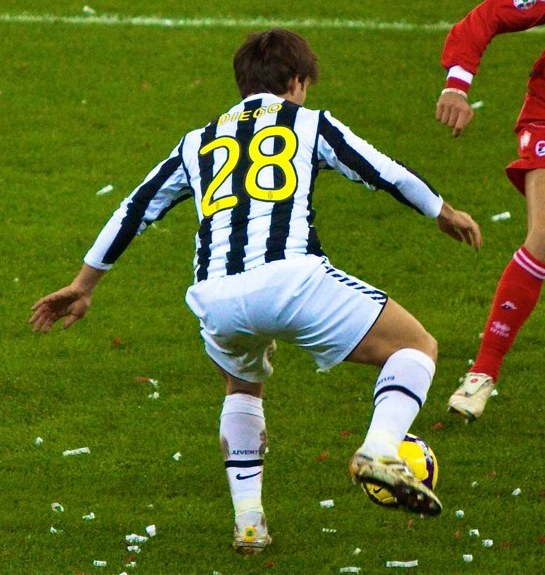
Diego bei Juventus Turin

Zur Saison 2009/10 wechselte Diego zum italienischen Rekordmeister Juventus Turin in die Serie A. Der Brasilianer erhielt einen bis zum 30. Juni 2014 befristeten Vertrag. Die Ablösesumme lag bei 24,5 Millionen Euro und konnte erfolgsabhängig auf bis zu 27 Millionen steigen. In seinem zweiten Pflichtspiel für Juventus beim AS Rom erzielte er zwei Treffer zum 3:1-Sieg. Im Laufe der Saison geriet Diego nach einer insgesamt durchwachsenen Spielzeit in die Kritik. Deshalb spielte er bei Trainer Luigi Delneris Planungen für die Saison 2010/11 keine Rolle mehr und sollte verkauft werden.

### VfL Wolfsburg
Im August 2010 kehrte Diego in die Bundesliga zurück zum VfL Wolfsburg. Der Brasilianer unterschrieb bei den Wolfsburgern, die eine Ablösesumme von 15,5 Millionen Euro zahlten, einen Vertrag bis 2014. Diego absolvierte am 28. August (2. Spieltag) bei der 3:4-Heimniederlage gegen den 1. FSV Mainz 05 sein erstes Spiel für die Niedersachsen und erzielte den Treffer zum zwischenzeitlichen 3:0.
Am letzten Spieltag der Saison 2010/11 verließ Diego das Mannschaftshotel der zu diesem Zeitpunkt einen Punkt vom Abstiegsplatz entfernten Wolfsburger, nachdem er dort bei der Mannschaftssitzung erfahren hatte, dass er nicht in der Startaufstellung stehen würde. Diego wurde vom VfL Wolfsburg deswegen abgemahnt und musste eine Geldstrafe zahlen. Medien berichteten, dass sich die Höhe der Geldstrafe auf 500.000 Euro belaufen habe. Am 24. Juni 2011 kündigte der VfL Wolfsburg an, dass man sich von Diego trennen werde. Er durfte zwar am Mannschaftstraining teilnehmen, wurde aber von Trainer Magath für die Spiele des VfL nicht berücksichtigt.

### Atlético Madrid
Am 31. August 2011 wechselte Diego auf Leihbasis für die Saison 2011/12 zu Atlético Madrid. Sein erstes Pflichtspieltor schoss er am 15. September 2011 beim 2:0-Sieg gegen Celtic Glasgow in der UEFA Europa League. Am 9. Mai 2012 gewann Diego mit seiner Mannschaft das Finale in Bukarest. Beim Sieg über Athletic Bilbao erzielte er das 3:0.

### Rückkehr nach Wolfsburg
Nach Auslaufen seines Leihvertrages kehrte Diego zur Saison 2012/13 nach Wolfsburg zurück. Nachdem kein neuer Arbeitgeber für den Spielmacher gefunden worden war, entschloss sich Trainer Felix Magath, mit Diego in die Saison zu gehen. Diego entschuldigte sich außerdem in einem offenen Brief für sein Fehlverhalten im Mai 2011 und bedankte sich für seine zweite Chance beim VfL.

### Rückkehr zu Atlético
Am 31. Januar 2014 kehrte Diego ein halbes Jahr vor seinem Vertragsende in Wolfsburg in die Primera División zu Atlético Madrid zurück. Er unterschrieb einen Vertrag bis zum Ende der Saison 2013/14.

### Fenerbahçe Istanbul
Am 27. Mai 2014 verließ Diego Madrid und schloss sich dem türkischen Meister Fenerbahçe Istanbul an. Mitte Juli 2014 unterschrieb er bei den Istanbulern einen Dreijahresvertrag.

### Flamengo Rio de Janeiro
Im Sommer 2016 wurde Diegos Vertrag mit Fenerbahçe aufgelöst. Daraufhin kehrte er dem europäischen Clubfußball den Rücken und ging nach Rio de Janeiro zu Flamengo. Dort erzielte er in den ersten zwei Ligaspielen zwei Tore. Mit dem Klub gewann er am 23. November 2019 2019 die Copa Libertadores. Einen Tag später fiel in der brasilianischen Meisterschaft 2019 die Vorentscheidung zu Gunsten von Flamengo und Diego konnte auch diesen Titel feiern. Dieser konnte 2020 verteidigt werden. Am 19. Oktober 2022 folgte der Erfolg im Copa do Brasil 2022 und am 29. Oktober der Sieg in der Copa Libertadores 2022. Kurz vor Beendigung der Série A 2022 im November des Jahres, kündigte Diego am 5. November das Ende seiner aktiven Laufbahn am Saisonende an. Am 12. November 2022, dem 38. und letztem Spieltag der Meisterschaft, wurde er in der 56. Minute ausgewechselt. Insgesamt hat er für Flamengo 288 Pflichtspiele bestritten und erzielte 44 Tore.

## Nationalmannschaft

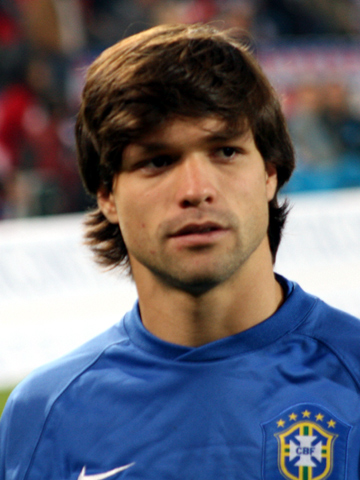
Diego bei der Nationalmannschaft

Diego spielte erstmals am 30. April 2003 gegen Mexiko in der brasilianischen A-Nationalmannschaft. Im Juli 2003 nahm er am Gold Cup teil, bei dem er in seinem dritten Länderspiel am 15. Juli 2003 gegen Honduras seinen ersten Länderspieltreffer erzielte. Im Juli 2004 nahm er mit der Mannschaft an der Copa América teil und stand im Finale gegen Argentinien am 25. Juli 2004.
In den folgenden zweieinhalb Jahren wurde Diego nicht mehr in der Seleção eingesetzt und verpasste dadurch unter anderem die WM 2006. Am 15. November 2006 kam er unter Nationaltrainer Dunga im Spiel gegen die Schweiz (2:1) erstmals wieder zu einem Länderspieleinsatz, als er in der 89. Minute eingewechselt wurde.
Am 1. Juni 2007 markierte er zur Einweihung im ersten A-Länderspiel des neuen Wembley-Stadions gegen England den 1:1-Ausgleichstreffer in der Nachspielzeit.
Ende Juni 2007 nahm Diego mit Brasilien an der Copa América teil; er wurde im ersten Spiel zur Halbzeit ausgewechselt und im dritten Spiel sowie dem Halbfinale jeweils in der 73. Minute eingewechselt. Im Finale gegen Argentinien, das Brasilien mit 3:0 gewann, wurde er in der Schlussminute eingewechselt.
Sein vorerst letztes Länderspiel für die A-Nationalmannschaft bestritt er am 10. September 2008 beim 0:0 im WM-Qualifikationsspiel gegen Bolivien. Für die WM 2010 und weitere Turniere wurde er seitdem nicht mehr berücksichtigt. 
Im Januar 2017 wurde Diego nochmal in einem Freundschaftsspiel gegen Kolumbien (1:0) eingesetzt. 

### Olympia 2008
Für die Olympischen Sommerspiele 2008 wurde Diego am 8. Juli 2008 von Nationaltrainer Carlos Dunga nominiert. Obwohl Werder Bremen es Diego untersagt hatte, nach Peking zu fliegen, setzte er sich – wie auch weitere Nationalspieler aus Bundesligavereinen – über das Verbot hinweg. Er kam in allen sechs Spielen des Turniers zum Einsatz. In der Vorrunde erzielte er gegen China einen Treffer und im Spiel um Bronze, die sich Brasilien mit 3:0 gegen Belgien sicherte, das Führungstor.

## Nach der Profikarriere
Am 22. März 2025 fand im Bremer Weserstadion Diegos Abschiedsspiel vor 42.100 Fans statt.

## Privates
Am 28. Mai 2010 heiratete er seine langjährige Lebensgefährtin. Am 1. Februar 2011 kam ihr gemeinsamer Sohn zur Welt.
Neben seinem brasilianischen Pass besitzt er auch die italienische Staatsangehörigkeit.

## Erfolge
Nationalmannschaft
- Sieger der Copa América: 2004, 2007
- Olympische Bronzemedaille: 2008

FC Santos (2002–2004)
- Brasilianischer Meister: 2002, 2004

FC Porto (2004–2006)
- Weltpokal-Sieger: 2004
- Portugiesischer Meister: 2005/06
- Portugiesischer Pokalsieger: 2005/06

Werder Bremen (2006–2009)
- DFL-Ligapokal-Sieger: 2006
- DFB-Pokal-Sieger: 2008/09
- UEFA-Pokal-Finalist: 2008/09

Atlético Madrid (2011–2012 und 2014)
- Europa-League-Sieger: 2011/12
- Spanischer Meister: 2013/14
- Champions-League: Finalist 2013/14

Fenerbahçe Istanbul (2014–2016)
- Türkischer Supercup-Sieger: 2014

Flamengo Rio de Janeiro (seit 2016)
- Staatsmeisterschaft von Rio de Janeiro: 2017, 2019, 2020
- Taça Guanabara: 2018, 2020
- Taça Rio: 2019
- Copa Libertadores: 2019, 2022
- Brasilianischer Meister: 2019, 2020
- Supercopa do Brasil: 2020, 2021
- Recopa Sudamericana: 2020
- Copa do Brasil: 2022

## Auszeichnungen
- Deutschlands Fußballer des Jahres: Zweiter 2007
- VDV-Spieler der Saison: 2006/07
- Fünfmal Fußballer des Monats
  - Sechs Nominierungen zum Fußballer des Monats
- Mitglied der VDV 11: 2008/09
- Bester Feldspieler in der Fußball-Bundesliga 2006/07 laut Kicker-Umfrage
- Bester Feldspieler in der Fußball-Bundesliga der Hinrunde der Saison 2007/08 laut Kicker-Umfrage unter den Bundesliga-Fußballern
- Tor des Jahres 2007 (gegen Alemannia Aachen zum 3:1 im April 2007 aus 63,8 m Entfernung)
- Torschütze des Monats Oktober 2006[31], April 2007[32], November 2007[33]
- 2008: Handabdruck auf der Mall of Fame
- Prêmio Craque do Brasileirão: Auswahl des Jahres 2016
- Copa do Brasil: Bester Spieler 2017

### Fußballer/Tor des Monats
- Bereits nach drei Bundesligaspielen in der Saison 2006/07 wurde Diego zum Fußballer des Monats August gewählt.
- Sein Tor zum 1:0 im Bundesligaspiel gegen Bayern München am 21. Oktober 2006 wurde zum Tor des Monats Oktober ausgewählt. Gleichzeitig gewann er die Wahl zum Fußballer des Monats Oktober.
- Im Dezember 2006 wurde er zum dritten Mal Fußballer des Monats. Ausschlaggebend waren seine Tore und Vorlagen gegen Hertha BSC und Eintracht Frankfurt.
- Bereits kurze Zeit später erhielt Diego von der Vereinigung der Vertragsfußballspieler (VDV) die Auszeichnung als bester Spieler der Saison 2006/07. 270 Profis aus der ersten Liga stimmten ab, wobei Diego mit 49,6 % klar vor seinem an zweiter Stelle liegenden damaligen Mannschaftskollegen Miroslav Klose (32,7 %) lag.
- Große Aufmerksamkeit erregte sein Tor zum 3:1-Endstand gegen Alemannia Aachen (30. Spieltag, 20. April 2007), als er mit einem Schuss aus 63,8 Metern Torentfernung den Ball im Tor unterbringen konnte.[34] Dieser Treffer wurde zum Tor des Monats April und zum Tor des Jahres 2007 gewählt.
- Im September und Dezember 2007 wurde Diego erneut zum Fußballer des Monats gewählt und ist mit nunmehr fünf Auszeichnungen neuer Rekordhalter. Von 275 befragten Bundesliga-Profis wurde Diego mit 44,9 % deutlich vor Franck Ribéry (21,5 %) und Rafael van der Vaart (16,8 %) zum Spieler der Hinrunde 2007/08 gewählt.[35]
- Bei der Wahl zum Fußballer des Jahres 2007 wählten deutsche Journalisten Diego mit 175 Stimmen hinter Mario Gómez vom VfB Stuttgart (196 Stimmen) auf Platz 2.